# Derek Sikua
David Derek Sikua (1959-) fut Premier Ministre des Îles Salomon de décembre 2007 à août 2010.

## Biographie
Il est né le 10 octobre 1959 dans le village de Ngalitavethi, Province de Guadalcanal, Îles Salomon.
Il fait son entrée au Parlement en avril 2006, élu député de la circonscription Guadalcanal Nord-Est (North East Guadalcanal). En mai, il devient Ministre de l'Education et du Développement des Ressources Humaines au sein du gouvernement dirigé par le Premier Ministre Manasseh Sogavare.
En novembre 2007, il rejoint l'opposition, dans un contexte de crise provoqué principalement par « l'affaire Julian Moti » et la dégradation des relations entre les Îles Salomon et l'Australie.
Le 13 décembre, Sogavare est démis de ses fonctions de premier ministre par une motion de censure parlementaire, demandée par Sikua lui-même. Le 20 décembre, le Parlement élit Sikua pour le remplacer. Derek Sikua obtient 32 voix, contre 15 pour son adversaire Patteson Oti, et devient officiellement premier ministre le jour même.
En août 2008, son ministre de l'Unité Nationale, de la Réconciliation et de la Paix, Sam Iduri, introduit au Parlement un projet de loi de création d'une commission de vérité et de réconciliation pour faire suite aux violences inter-ethniques de la fin des années 1990 et du début des années 2000. Adoptée, cette loi aboutit à l'inauguration de la commission en avril 2009 en présence de Desmond Tutu,.
À la suite des élections législatives d'août 2010, Danny Philip remplace Derek Sikua au poste de premier ministre.